# 201 av. J.-C.
Cette page concerne l'année 201 av. J.-C. du calendrier julien proleptique.

## Événements
- Janvier[1] : Hannon le Grand négocie la paix entre Carthage et Rome : abandon de l’Espagne, contrôle de la diplomatie, indemnité de guerre de 10 000 talents sur 50 ans, livraison de la flotte et des éléphants. Carthage renonce à l’ensemble de ses possessions et promet au roi de Numidie, Massinissa, toutes les terres ayant appartenu à ses ancêtres[2].
- 1er mars (20 avril du calendrier romain) : début à Rome du consulat de Cnaeus Cornelius Lentulus et Publius Aelius Paetus[3].
- Printemps-été : le consul Publius Aelius combat les Boïens en Cisalpine. Il enrôle deux nouvelles légions confiées à son lieutenant Caius Ampius pour qu’il mène des opérations de pillage sur leur territoire. Durant l’été, alors qu’ils moissonnent près de Castrum Mutilum, forteresse près de Cesena, environ sept mille hommes et le préfet Caius Ampius lui-même tombent dans une embuscade et sont massacrés ; les survivants se réfugient auprès d’Aelius, alors en train de signer un traité avec les Ingauni en Ligurie[4].
  - Les Gaulois et les Ligures d’Italie du Nord, laissés à eux-mêmes par le départ d’Hannibal, poursuivent seuls la lutte pour l’indépendance. Rome soumet les Celtes de la vallée du Pô (201/196 av. J.-C.) et latinise la région. Les Ligures résistent farouchement pendant quarante ans, et Rome devra pour en venir à bout dévaster systématiquement la région et procéder à des transplantations en masse.
- Printemps : Philippe V de Macédoine prend Samos et assiège Chios[5].
- Été : victoire des flottes de Pergame, de Byzance et de Rhodes sur les Macédoniens à la bataille navale de Chios. Victoire de Philippe V de Macédoine à la bataille navale de Ladé. Philippe occupe Milet, s’empare de Myonte qu’il remet aux habitants de Magnésie pour les remercier d'avoir ravitaillé son armée, envahit le royaume de Pergame, la Pérée rhodienne et la Carie[6]. La chronologie de ces évènements (Chios, Ladé, Pergame) est disputée[7].
- 22 septembre : éclipse lunaire observée à Alexandrie[1].
- Automne : 
  - Cinquième guerre de Syrie : le roi séleucide Antiochos III s'empare de Gaza[8] (fin en 195 av. J.-C.).
  - Ambassade d'Attale et des Rhodiens à Rome pour dénoncer au Sénat les agissements de Philippe V de Macédoine en Égée et en Propontide. L’élection de Galba au consulat à la fin de l’année décide de la guerre[5].

- Les Kirghizes, certainement des indo-européens turquisés, sont attestés par les Chinois[9].

## Décès en 201 av. J.-C.
- Quintus Fabius Pictor.
- Cneius Naevius, poète latin d’origine campanienne, en exil à Utique (né en 270 av. J.-C.).